# BYD F6
La BYD F6 è un'autovettura prodotta dalla casa automobilistica cinese BYD Auto dal 2008 al 2012.

## Descrizione
La vettura è stata presentata ufficialmente al salone di Shanghai nel 2007. Era spinta da un due propulsori aspirati a benzina con quattro cilindri in linea: un due litri con 103 kW (140 PS) e da un 2,4 litri con 121 kW (165 PS) di origine Mitsubishi.

### Ibrido Plug-in (F6DM)

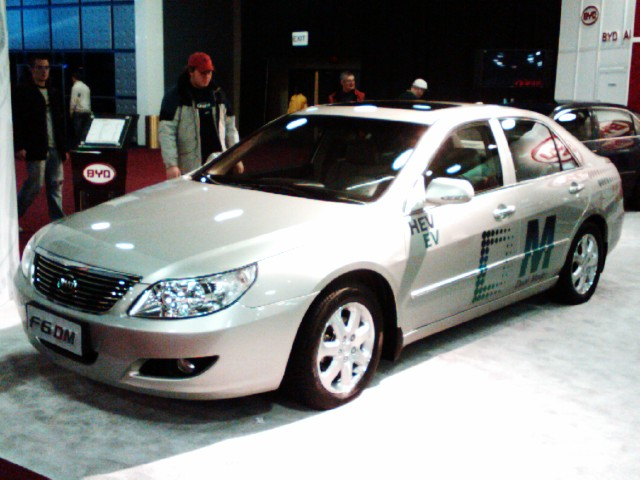
BYD F6DM

Al North American International Auto Show del 2008, la BYD ha presentato la F6DM, una variante ibrida plug-in sotto forma di prototipo della futura F6.
Basata sulla BYD F6, l'F6DM utilizzava una batteria al litio ferro fosfato, che può essere ricaricata al 70% della capacità in 10 minuti. Le batterie agli ioni di litio ferro-fosfato sono meno soggette rispetto alle batterie agli ioni di litio-ossido di cobalto ad incendiarsi e a bruciare.
La BYD affermava che la vettura di era in grado di percorrere 100 chilometri in elettrico e che la batteria poteva essere ricaricata completamente da una presa elettrica di casa in nove ore. La vettura non venne.mai commercializzata e rimase allo stadio prototipale.